# Марлоу, Эндрю
Эндрю У. Марлоу (англ. Andrew W. Marlowe; иногда Эндрю Марлоу (англ. Andrew Marlowe) — американский сценарист. Известен как создатель сериала «Касл».

## Биография
Окончил Колумбийский университет со степенью Английской литературы и поступил в университет Южной Калифорнии, где получил степень Мастера Изящных Искусств по мастерству сценария.
Дебютировал в 1994 году. Пишет сценарии вместе с Тэрри Эдной Миллер — своей женой и постоянным соавтором.
Выиграл премию «Братства Никкола» за работу над сценарием «Пираты Лихая». «Апоги» — основанный на космическом путешествии сценарий, созданный им вскоре после этого, был продан за 500 000 долларов. Затем он писал сценарии к фильмам «Самолёт президента», «Конец света» и «Невидимка». Также Марлоу написал неэкранизированные сценарии «Молот», «Тюрьма для пришельцев» и вестерн, предназначенный для Харрисона Форда и Джона Ву.
В настоящее время Эндрю Марлоу является исполнительным продюсером и сценаристом сериала «Касл», а также разрабатывает для канала ABC новый сериал о детективе Марлоу писателя Раймонда Чандлера.